# Arthur Wint
Arthur Stanley Wint (ur. 25 maja 1920 w Plowden w Manchesterze,  zm. 19 października 1992 w Linstead) – jamajski lekkoatleta, sprinter i średniodystansowiec, z wykształcenia lekarz.

## Przebieg kariery
W 1938 zdobył złoty medal w biegu na 800 metrów na Igrzyskach Środkowoamerykańskich i Karaibskich w Panamie. Od 1942 służył w Royal Air Force. Walczył w II wojnie światowej jako pilot. W 1947 zakończył służbę wojskową i rozpoczął studia medyczne.
Na Igrzyskach Olimpijskich w 1948 w Londynie zdobył złoty medal w biegu na 400 metrów (przed swym rodakiem Herbem McKenleyem) oraz srebrny na 800 metrów (za Amerykaninem Malem Whitfieldem). Zespół Jamajki nie ukończył finału sztafety 4 × 400 m wskutek kontuzji Winta.
W 1952 na Igrzyskach Olimpijskich w Helsinkach był członkiem zespołu, który zwyciężył w sztafecie 4 × 400 m ustanawiając rekord świata 3.03,9 s. (skład sztafety: Wint, Leslie Laing, Herb McKenley i George Rhoden). Na 800 Wint ponownie zdobył srebrny medal za Malem Whitfieldem, a na 400 m był 5. w finale.
Zakończył karierę lekkoatletyczną w 1953 i zaczął pracować jako lekarz. W 1954 otrzymał Order Imperium Brytyjskiego. Od 1955 mieszkał i pracował na Jamajce w Hanover. W latach 1974–1978 był Wysokim Komisarzem Jamajki w Wielkiej Brytanii.

## Rekord życiowy
- 400 m – 46,1 s. (1936)[1]

## Odznaczenia
- Członek Orderu Jamajki
- Kawaler Orderu Imperium Brytyjskiego (1954)